# Gergely Siklósi
Gergely Siklósi (Tapolca, 4 de septiembre de 1997) es un deportista húngaro que compite en esgrima, especialista en la modalidad de espada.
Participó en dos Juegos Olímpicos de Verano, obteniendo dos medallas, plata en Tokio 2020, en la prueba individual, y oro en París 2024, en la prueba por equipos (junto con Tibor Andrásfi, Máté Koch y Dávid Nagy).
Ganó tres medallas en el Campeonato Mundial de Esgrima, en los años 2019 y 2025, y tres medallas en el Campeonato Europeo de Esgrima entre los años 2019 y 2025.
En los Juegos Europeos de Cracovia 2023 consiguió una medalla de oro en la prueba por equipos.

## Palmarés internacional
| Juegos Olímpicos   | Juegos Olímpicos      | Juegos Olímpicos  | Juegos Olímpicos   |
| Año                | Lugar                 | Medalla           | Prueba             |
| ------------------ | --------------------- | ----------------- | ------------------ |
| 2020               | Tokio (Japón)         | Medalla de plata  | Espada individual  |
| 2024               | París (Francia)       | Medalla de oro    | Espada por equipos |
| Campeonato Mundial |                       |                   |                    |
| Año                | Lugar                 | Medalla           | Prueba             |
| 2019               | Budapest (Hungría)    | Medalla de oro    | Espada individual  |
| 2025               | Tiflis (Georgia)      | Medalla de plata  | Espada individual  |
| 2025               | Tiflis (Georgia)      | Medalla de plata  | Espada por equipos |
| Juegos Europeos    |                       |                   |                    |
| Año                | Lugar                 | Medalla           | Prueba             |
| 2023               | Cracovia (Polonia)    | Medalla de oro    | Espada por equipos |
| Campeonato Europeo |                       |                   |                    |
| Año                | Lugar                 | Medalla           | Prueba             |
| 2019               | Düsseldorf (Alemania) | Medalla de bronce | Espada por equipos |
| 2024               | Basilea (Suiza)       | Medalla de plata  | Espada individual  |
| 2025               | Génova (Italia)       | Medalla de bronce | Espada individual  |